# 菲亚扎比格兹
菲亚扎比格兹（冰島語發音：[ˈfjarðaˌpɪɣθ]）是冰岛東部區的市镇。面积为1,164平方公里，2023年时人口数量为5,262人。
菲亚扎比格兹于1998年由埃斯基菲厄泽、內斯克伊斯塔澤和雷扎爾菲厄澤合併而成。2006年有3個城鎮併入菲亚扎比格兹。2018年又有一個城鎮併入菲亚扎比格兹。

## 聚居点
- 布雷茲達斯維克
- 埃斯基菲厄泽
- 福斯克魯斯菲厄澤
- 苗伊菲厄澤
- 雷扎爾菲厄澤
- 內斯克伊斯塔澤
- 斯特茲瓦菲厄澤